# Kwak Pom Gi
Kwak Pom Gi is sinds 2003 eerste vicepremier van Noord-Korea. Tevens is hij secretaris van het Centrale Comité van de Koreaanse Arbeiderspartij. 
Kwak Pom-Gi gaf vanaf 1983 leiding aan een Noord-Koreaanse machinefabriek en klom in de jaren 1990 op tot plaatsvervangend voorzitter en uiteindelijk tot voorzitter van de Commissie voor Machinebouw-industrie van de Koreaanse Arbeiderspartij. In 1993 werd hij kandidaat van het Centrale Comité van de partij en in 1998 plaatsvervangend voorzitter van de ministerraad (vice-premier). Aanvankelijk was dit onder premier Hong Song-nam, daarna onder Kim Yong-il. In die tijd vertegenwoordigde hij Noord-Korea bij economische onderhandelingen met Nigeria. In 2000 ontmoette hij in Pyongyang Yun Jong-yong, de vice-president van de Zuid-Koreaanse Samsung Group. Twee jaar later was hij ook aanwezig bij de eerstesteenlegging van de grensoverschrijdende spoorverbinding tussen Noord- en Zuid-Korea in Kaesŏng. In augustus 2006 was Kwak, samen met de Russische ambassadeur Andrej Karlov, bij de opening van de eerste Russisch-Orthodoxe kerk in Pyongyang. De opening van de kerk moest bijdragen aan verbetering van de Russisch-Noordkoreaanse relatie, aldus de voorzitter van de Koreaanse Orthodoxe kerk-commissie Ho Il Jin. De Noord-Koreaanse regering zou de kerk met plaats voor 500 mensen, beheren. Kwak Pom Gi bleef vice-premier tot 2010. Vanaf 2012 was hij voorzitter van de budgetcommissie van de Opperste Volksvergadering.